# Armadillidium pujetanum
Armadillidium pujetanum là một loài chân đều trong họ Armadillidiidae. Loài này được Verhoeff miêu tả khoa học năm 1910.